# المعادلة المحاسبية
المعادلة المحاسبية الأساسية وتُسمى أيضًا معادلة الميزانية العمومية هي معادلة تمثل العلاقة بين الأصول والالتزامات وحقوق الملكية للشخص أو للشركة، وهي أساس مسك الدفاتر بنظام القيد المزدوج، بحيث في كل عملية، يجب أن يساوي مجموع المدينين مجموع الدائنين، ويمكن التعبير عنها كما يلي:
الأصول = الالتزامات + حقوق الملكية

أو
الأصول = حقوق المساهمين + الالتزامات
في الشركة، يمثل رأس المال حقوق المساهمين، ونظرًا لأن كل عملية تجارية تؤثر على حسابين على الأقل من حسابات الشركة، فإن المعادلة المحاسبية ستكون دائمًا «متوازنة»، مما يعني أن الجانب الأيسر يجب أن يساوي دائماً الجانب الأيمن. وبالتالي، فإن المعادلة المحاسبية توضح بشكل أساسي أن ما تمتلكه الشركة (أصولها) يتم شراؤه إما بما تدين به (مطلوباتها) أو من خلال ما يستثمره أصحابها (حقوق المساهمين أو رأس المال).
بالإمكان إعادة كتابة المعادلة على النحو التالي:
الأصول - الخصوم = (حقوق المساهمين أو حقوق الملكية) 
تُساعد المعادلة المحاسبية على تقييم ما إذا كانت المعاملات التجارية التي تقوم بها الشركة تنعكس بدقة في دفاترها وحساباتها.